# Monastère de Chrysoskalitissa
Le monastère de Chrysoskalitissa (en grec: Μονή Χρυσοσκαλίτισσας) est un monastère de Crète, en Grèce. Situé dans le sud de la côte ouest de l'île, dans le dème de Kissamos (district municipal d'Innachório), il fut construit  sur un promontoire dominant la mer juste à ses pieds. Le monastère est dédié à la dormition de la Vierge et à la Sainte Trinité.

## Histoire
Le monastère existait probablement déjà à l'époque vénitienne, même si les informations pouvant en attester sont rares. D'ailleurs à l'époque vénitienne et sous les Ottomans, le monastère aurait été dédié à saint Nicolas.
La construction de l'église actuelle débute le 9 mai 1894. Elle fut inaugurée le 15 août de la même année.
Selon la tradition, le nom Chrysoskalitissa viendrait du fait qu'une des 98 marches menant au sommet du monastère serait en or. Mais l'escalier aurait été vendu aux Turcs lors du paiement de taxes imposées par le sultan. La légende veut également qu'à Pâques 1824, après le massacre de Chrétiens par les Égyptiens à Elafonísi, des soldats musulmans se seraient rendus au monastère dans l'intention de le piller. À l'entrée, ils auraient été attaqués par un essaim d'abeilles, ce qui aurait sauvé le monastère du pillage.
Le monastère aurait accueilli illégalement une école d'enfants grecs au cours de l'occupation turque.
En 1900, le monastère fut dissous, comme d’autres monastères de Crète. Des moines s'y sont établis à nouveau en 1940. Mais, en 1943, il fut occupé par les soldats allemands, car les moines étaient accusés d'avoir caché des résistants.
Le monastère a donné son nom au village établi à proximité.

## Description
Le monastère est établi sur un promontoire dominant la côte. On y accède par une succession d'escaliers. Un musée présentant des icônes et des objets de la vie monacale se trouve à droite de l'entrée.

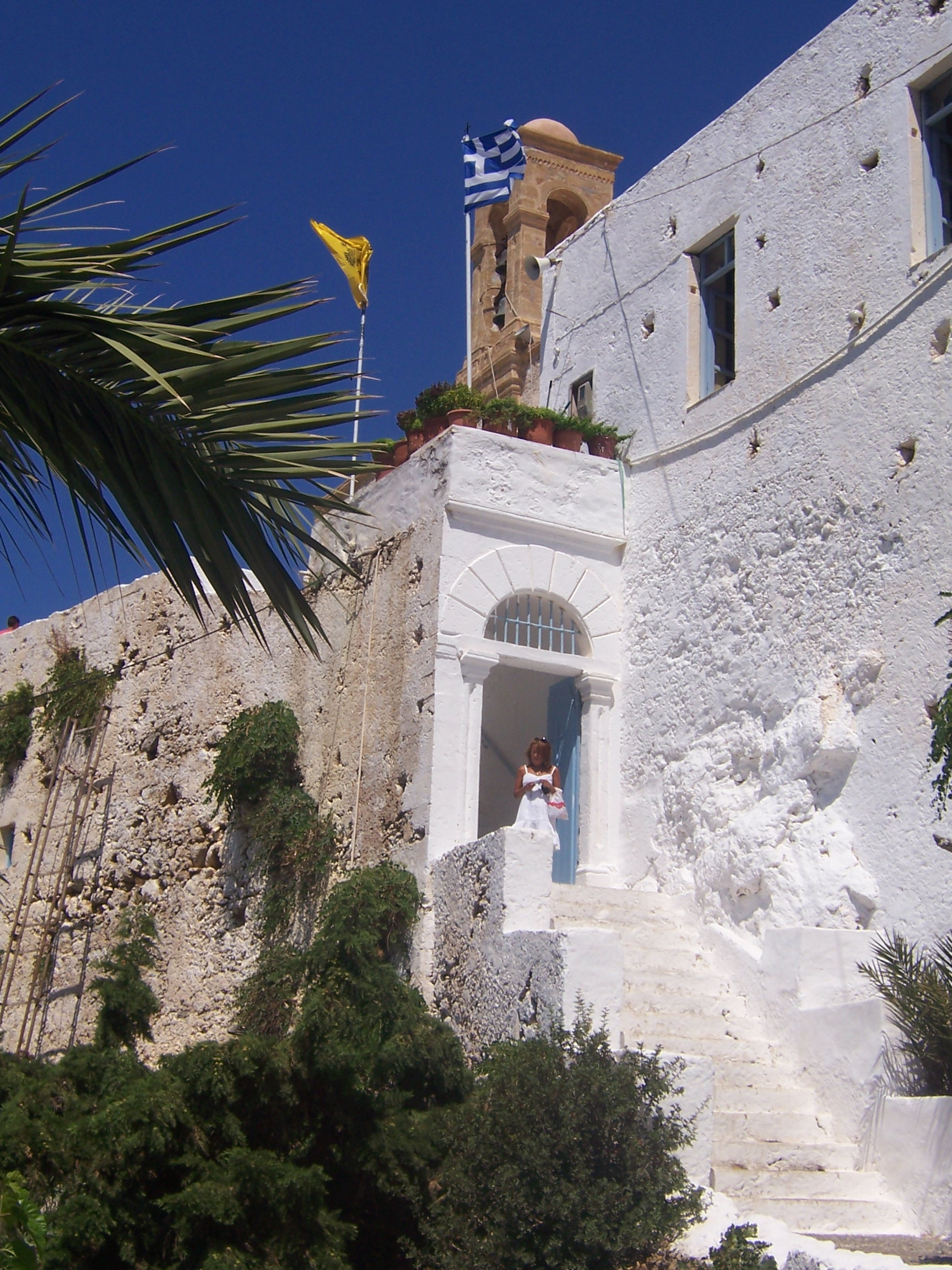
Entrée du monastère.
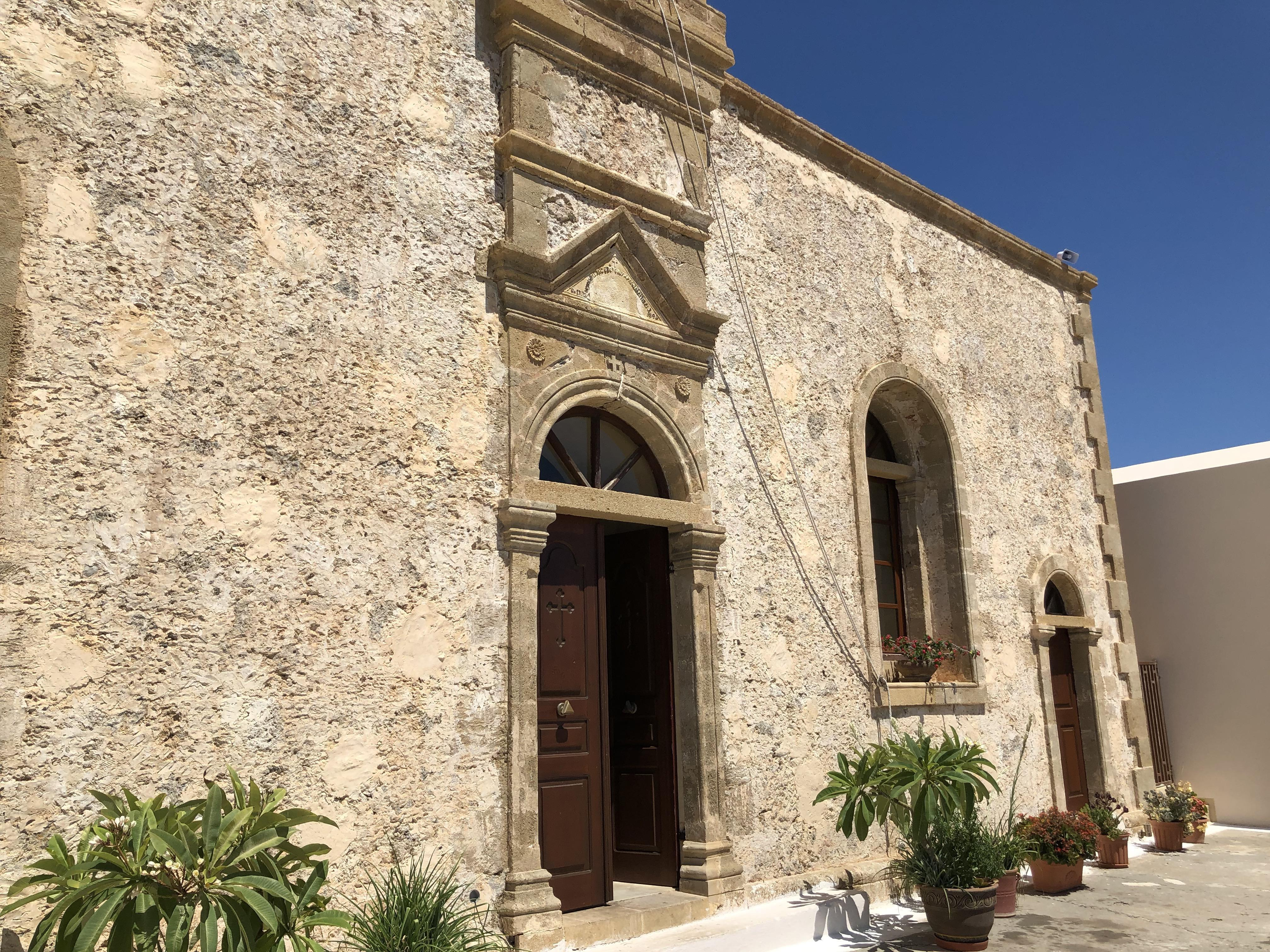
Entrée de l'église.
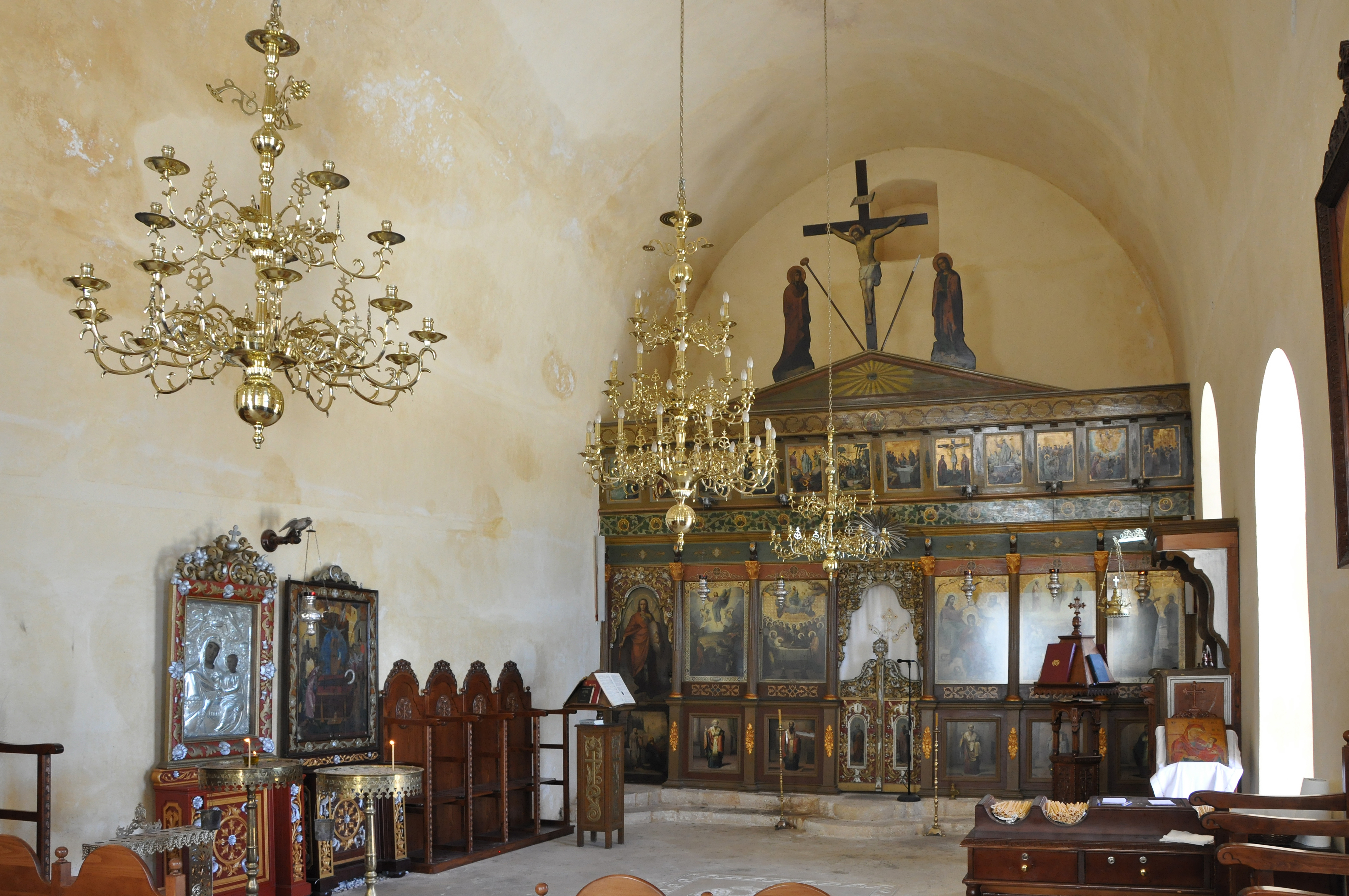
Intérieur de l'église.
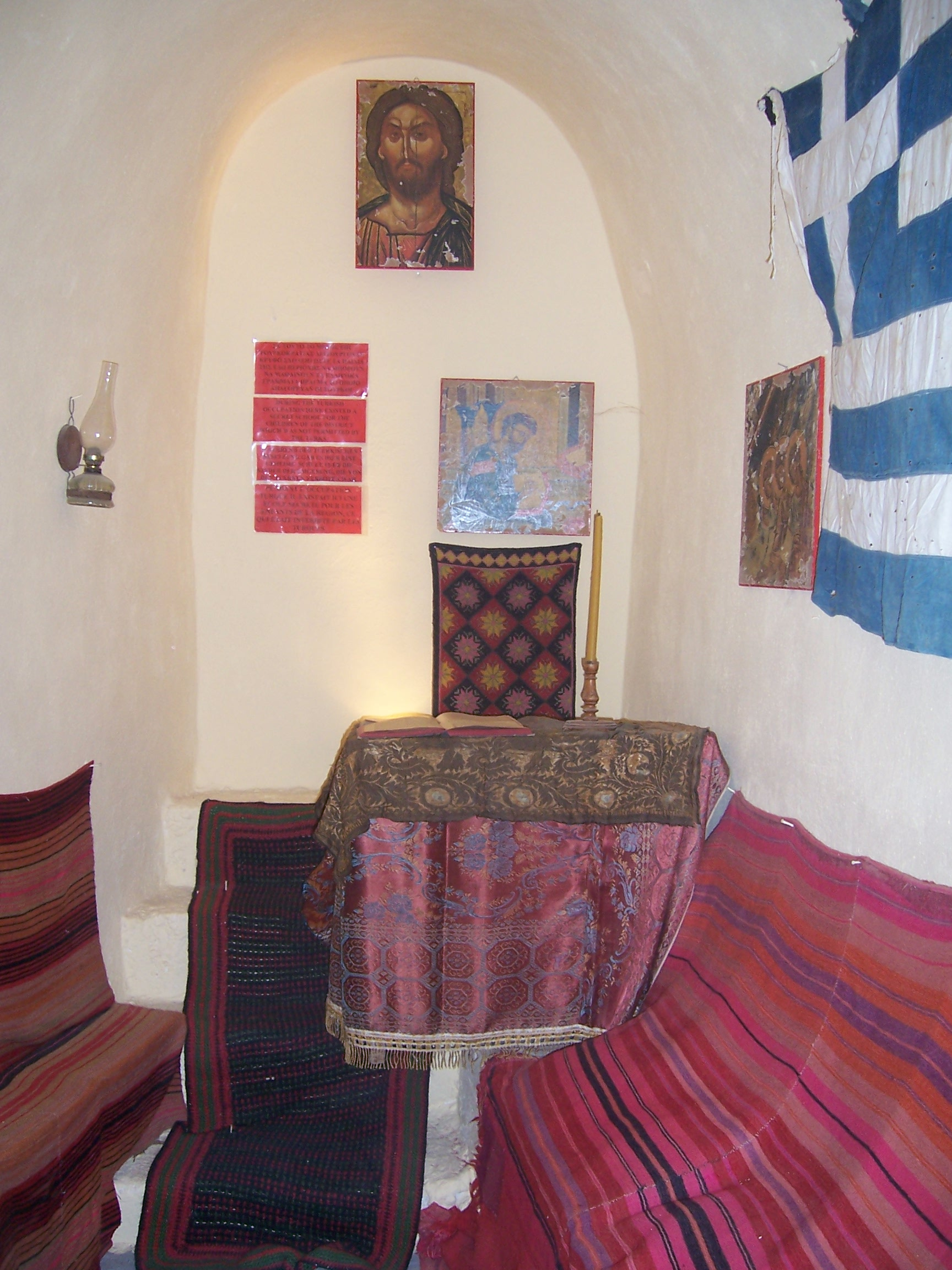
Reconstitution d'une classe d'école clandestine.
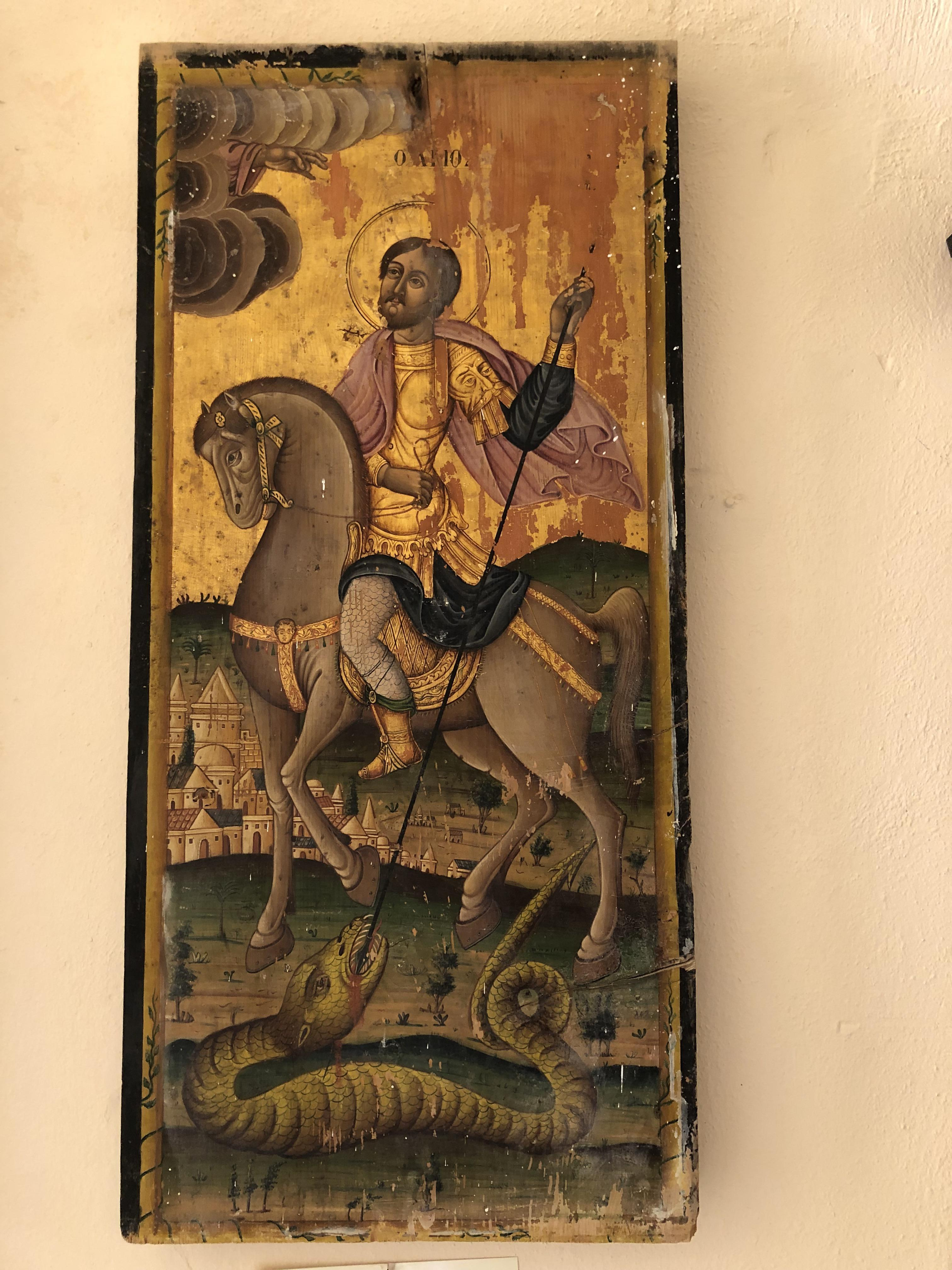
Icône de Théodore le Tiron : Théodore et le dragon.
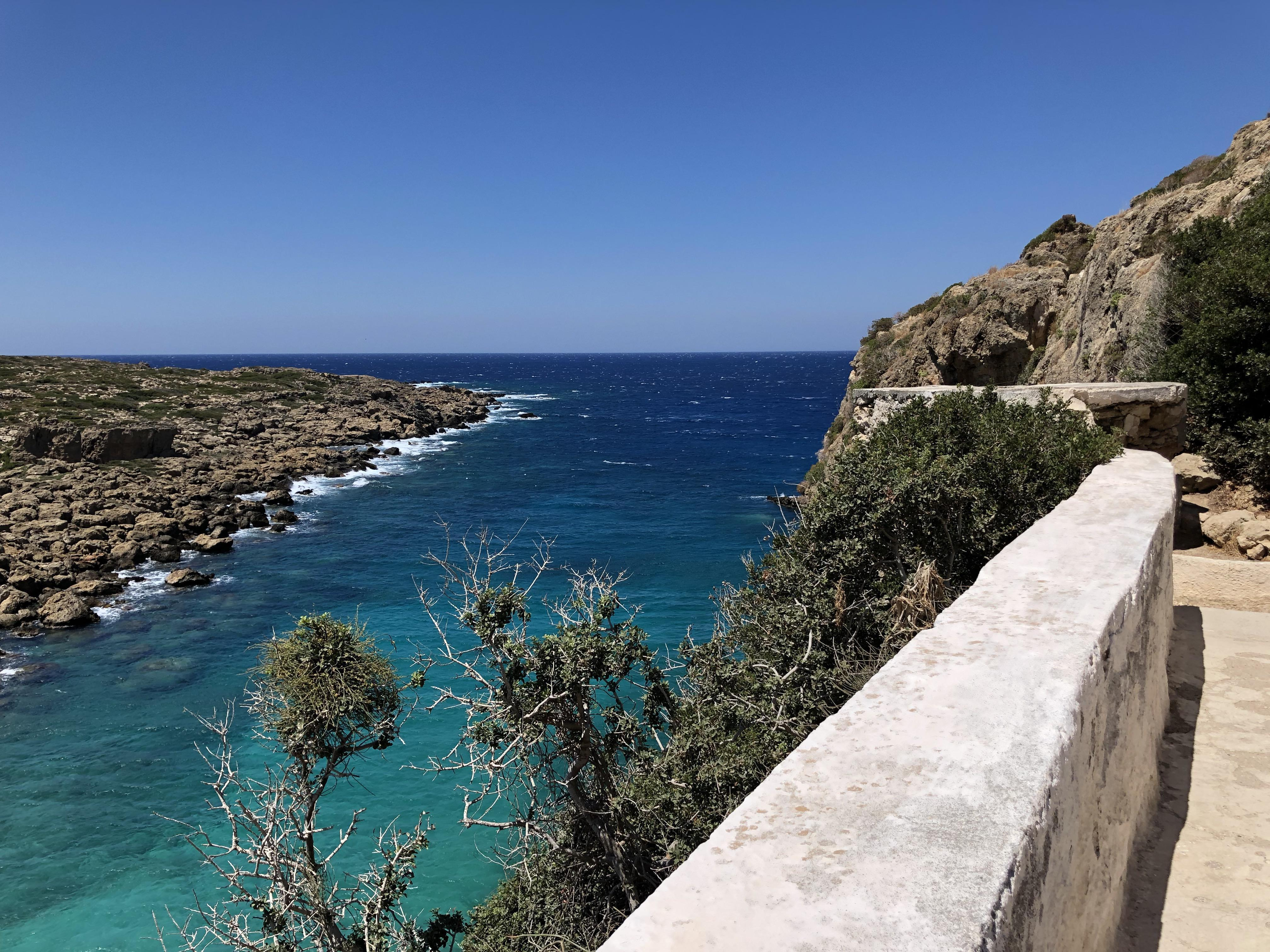
Le monastère domine la côte.